# 代理受領
代理受領（だいりじゅりょう）とは、非典型担保の一つ。債権者が債務者に融資する際に、融資先の債務者が第三債務者に対して有する債権について、その弁済を受領する権限を債権者が債務者から委任という形で受け、融資元である債権者が実際に弁済を受領した金銭を融資債権に充てることで回収するという担保の方法である。